# Waterpolo Navarra
O Waterpolo Navarra é um clube de polo aquático espanhol da cidade de Pamplona, Navarra. atualmente na Divisão de Honra.'

## História
O clube foi fundado em 2006.